# Otto Entrup
Otto Entrup (* 20. Juli 1930 in Hüsten; † 28. Juni 2012 in Meschede) war ein deutscher Jurist und Politiker (CDU). Er war von 1969 bis 1974 Landrat des Kreises Meschede und von 1972 bis 1976 Mitglied des Deutschen Bundestages.

## Leben und Beruf
Entrup wurde als Sohn eines Rechtsanwalts geboren. Nach dem Abitur 1951 am Gymnasium der Benediktiner in Meschede nahm er ein Studium der Rechtswissenschaft an den Universitäten in Köln und Münster auf, das er 1955 mit dem Ersten Staatsexamen beendete. Nach dem juristischen Vorbereitungsdienst und der Ablegung des Zweiten Staatsexamens erhielt er im Mai 1960 seine Zulassung als Rechtsanwalt und trat anschließend in die Kanzlei seines Vaters ein; im Jahr 1969 erfolgte die Bestellung zum Notar.

## Partei
Entrup schloss sich 1959 der CDU an und war von 1968 bis 1975 Vorsitzender des CDU-Kreisverbands Meschede.

## Abgeordneter
Entrup war von 1965 bis 1969 Ratsmitglied der Stadt Meschede und ab 1969 Mitglied des Kreistages Meschede. Bei der Bundestagswahl 1972 zog er über die Landesliste der CDU in den Deutschen Bundestag ein, dem er bis 1976 angehörte. Er vertrat im Parlament den Bundestagswahlkreis Olpe – Meschede und war Mitglied des Innenausschusses.

## Öffentliche Ämter
Entrup war von 1969 bis zur Auflösung des Kreises 1974 Landrat des Kreises Meschede. Von 1975 bis 1979 war er stellvertretender Landrat des Hochsauerlandkreises.